# Ahmet Tevfik İleri

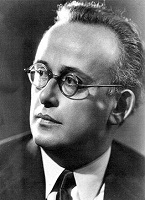
Ahmet Tevfik Ileri (1950er)

Ahmet Tevfik İleri (* 1911 in Hemşin; † 31. Dezember 1961 in Ankara) war ein türkischer Bauingenieur, Beamter und Politiker der Demokrat Parti (DP). Er war Parlamentsabgeordneter, Verkehrsminister, Bildungsminister und stellvertretender Ministerpräsident.

## Leben
İleri wurde 1911 als Sohn von Hafız Celal Efendi und Fatma Hanım in der Provinz Rize geboren. Seine Schulzeit verbrachte er in Istanbul und schloss 1933 ein Studium des Bauingenieurwesens an der İstanbul Teknik Üniversitesi ab. Im letzten Jahr seines Studiums war er Vorsitzender des Nationalen Studentenverbandes (MTTB).
Im Jahr 1933 wurde er mit 21 Jahren verantwortlicher Ingenieur im Generaldirektorat für Autobahnen in Erzurum. Von 1937 bis 1942 war er in Çanakkale für öffentliche Bauprojekte zuständig, dann von 1942 bis 1946 in Samsun. Von 1946 bis 1950 war İleri Manager der Autobahnbehörde in Samsun.
Im Jahr 1950 wurde İleri Mitglied der Demokrat Parti und wurde Abgeordneter der Großen Nationalversammlung der Türkei für die Provinz Samsun. Während der Regierungsjahre der DP gehörte İleri zu den führenden Politikern des Landes. Er war vom 22. Mai bis zum 11. August 1950 Verkehrsminister, dann vom 13. April bis zum 25. November 1957 Bildungsminister. Vom 22. Mai 1959 bis zum 8. Dezember 1959 hatte er das Amt erneut kommissarisch inne. Vom 25. November 1957 bis zum 19. Januar 1958 war İleri stellvertretender Ministerpräsident und vom 19. Januar 1958 bis zum 27. Mai 1960 Minister für öffentliche Arbeiten.
Nach dem Militärputsch in der Türkei 1960 wurde er in den Yassıada-Prozessen zu einer Freiheitsstrafe verurteilt. 1961 wurde er in ein Krankenhaus eingeliefert und starb am 31. Dezember in Ankara. Er wurde auf dem Friedhof Cebeci Asri in Ankara bestattet.